# Riccardia argentolimbata
Riccardia argentolimbata là một loài rêu trong họ Aneuraceae. Loài này được Hewson & Grolle mô tả khoa học đầu tiên năm 1966.